# Droga krajowa B312 (Niemcy)
Droga krajowa 312 (Bundesstraße 312, B 312) – niemiecka droga krajowa przebiegająca  z północy łukiem na wschód od skrzyżowania z autostradą A8 na węźle Flughafen Stuttgart na południe od Stuttgartu w Badenii Wirtembergii do skrzyżowania z drogą B300 koło Heimertingen w Bawarii.

## Miejscowości leżące przy B312

### Badenia-Wirtembergia
Bernhausen, Filderstadt, Aichtal, Schlaitdorf, Neckartailfingen, Bempflingen, Riederich, Metzingen, Reutlingen, Pfullingen, Eningen unter Achalm, Lichtenstein, Engstingen, Bernloch, Oberstetten, Pfronstetten, Tigerfeld, Zwiefalten, Riedlingen, Göffingen, Hailtingen, Uttenweiler, Ahlen, Biberach an der Riß, Ringschnait, Ochsenhausen, Erlenmoos, Edenbachen, Berkheim.

### Bawaria
Heimertingen